# Ananas
El gènere Ananas comprèn diverses espècies de plantes de flor de la família de les bromeliàcies de les quals la més coneguda i aprofitada és l'ananàs o pinya. Són plantes herbàcies, d'origen americà i hàbitat tropical. Es van difondre a partir del segle xv amb els conqueridors, que les van introduir a Hawaii, Filipines i Àfrica. Avui A. comosus és un dels cultius tropicals més importants del món i representa un 20% de la producció mundial de fruits tropicals.
Les espècies d'Ananas són aparentment acaules, amb fulles rígides que creixen formant grans rosetes basals en forma de corona. Són llargues, lanceolades, amb el marge serrat o espinós. Les flors neixen d'una tija brollada del cor de la roseta; cadascuna posseeix el seu propi sèpal, i formen una inflorescència compacta en forma d'espiga sobre una tija axial curta i robust. Els sèpals es tornen carnosos i sucosos i es desenvolupen fins a formar el fruit compost, un sincarp que incorpora els fruits veritables, bayas de reduït grandària, coronat per una roseta de bràctees.

## Espècies i varietats
- Ananas ananassoides
- Ananas arvensis
- Ananas bracteatus (Brasil)
- Ananas comosus
- Ananas erectifolius
- Ananas fritzmuelleri
- Ananas genesio-linesii (Brasil)
- Ananas guaranticus (Argentina, Paraguai)
- Ananas lucidus
- Ananas macrodontes (Brasil)
- Ananas microcephalus
- Ananas mordilona
- Ananas nanus
- Ananas pancheanus (Colòmbia)
- Ananas parguazensis
- Ananas pyramidalis
- Ananas sativus (Amèrica tropical)
- Ananas strictus (Paraguai)
- Ananas viridis